# 梅利利亚城堡
梅利利亚城堡是位于西属主权地梅利利亚港口正北的一座大型堡垒。这座堡垒建于16至17世纪。
这座堡垒內有考古博物馆、军事博物馆、圣母教堂以及一系列洞穴和隧道。